# Філіпп-Самуель Мейлан
 Філіпп-Самуель Мейлан (*Philippe-Samuel Meylan, 1772 —1845) — швейцарський годинникар, винахідник.

## Життєпис
Походив з відомої родини годинникарів, представник фірми Claude Meylan. Син Анрі Мейлан, у якого навчався, а згодом успадкував родинну справу. У 1811 році разом з іншим годинникарем Ісааком-Даніелєм Піге створив Женевську мануфактуру, яка стала спеціалізуватися на виготовлені кишенькових годинників, музикальних шкатулок і табакерок. Здебільшого виробництво було спрямовано на експорт. Ця мануфактура створила 9997 механізмів. Майстри збільшили точність годин, забезпечивши їх циліндричним регулятором ходу. Партнери спеціалізувалися на складних музичних годинах з репетицією, співаючими птахами і гавкаючим собаками, діючими без додаткового заводу від 8 до 200 днів, рідше — протягом 1 року. Водночас Мейлан з Піге співпрацювали з найкращими женевськими емальєром і ювелірами, завдяки чому їх твори були видатними за дизайном, елегантності художнього рішення і красі колориту.
До найбільш досконалим витворам Мейлан і Піге відноситься створена між 181818-20 роками серія кишенькових годинників, зокрема парних, корпуси яких, розписані рожевої емаллю і інкрустовані перлами, мають форму квітки троянди або півонії. Одиночні годинник були забезпечені музичним автоматом, у верхній частині їх циферблата поміщається жанрова сцена, що зображала дует дівчини-пастушки з арфою і купідона з лірою. Партнери застосовували фантазійні форми годин, у згоді з модою початку XIX століття, використовуючи геометричні фігури, перш за все овали і ромби, силуети у вигляді краплі, серця, флаконів і різних фруктів.
Через деякий час Мейлан з Піге зуміли налагодити поставки для імператорського двору Цін — до Китаю. Механізми для китайського ринку були стрункими і відшліфованими до дзеркального блиску, тому практично не піддавалися окисленню в умовах вологого клімату. Проте у 1828 році співробітництво з Ісааком Піге завершилося.
Згодом працював разом з Шарлем-Огюстом Піге, з яким створено спільну фірму у Валле-де-Жу. У 1840 році Філіп-Самюель розробив унікальний годинник «Bagnolet» з циліндричним спуском. Вперше в історії годинникового мистецтва майстер розташував механізм не в нижній палаті, а безпосередньо під циферблатом. Ця інновація дозволила значно зменшити товщину годин і відкрила еру ультратонких — до 2 мм — механізмів.
Філіп-Самюель Мейлан також удосконалив музичну палітру своїх творінь. Він створив годинник, що характеризувався тонким відтворенням класичних мелодій. Щоб прослухати бажане музичний твір, потрібно було лише повернути спеціальне коліщатко. Іншим винаходом новинкою цього талановитого майстра став годинник з прозорою кришкою, прикрашеною квітковим орнаментом. Завдяки неперевершеній винахідливості Філіпа-Самюеля хронографи стали набагато тоншими й значно витонченішими.